# Thanh Tân, Như Thanh
Thanh Tân là một xã thuộc huyện Như Thanh, tỉnh Thanh Hóa, Việt Nam.
Xã có diện tích 95,39 km², dân số năm 2008 là 6234 người, mật độ dân số đạt 65 người/km².